# Sant Cristòu (Ardecha)
Saint-Christol és un municipi francès situat al departament de l'Ardecha i a la regió d'Alvèrnia-Roine-Alps. L'any 2007 tenia 103 habitants.

## Demografia

### Població
El 2007 la població de fet de Saint-Christol era de 103 persones. Hi havia 51 famílies de les quals 22 eren unipersonals (11 homes vivint sols i 11 dones vivint soles), 18 parelles sense fills i 11 parelles amb fills.
La població ha evolucionat segons el següent gràfic:
Habitants censats

### Habitatges
El 2007 hi havia 136 habitatges, 51 eren l'habitatge principal de la família, 80 eren segones residències i 5 estaven desocupats. 128 eren cases i 7 eren apartaments. Dels 51 habitatges principals, 41 estaven ocupats pels seus propietaris, 7 estaven llogats i ocupats pels llogaters i 3 estaven cedits a títol gratuït; 5 tenien dues cambres, 15 en tenien tres, 13 en tenien quatre i 19 en tenien cinc o més. 32 habitatges disposaven pel capbaix d'una plaça de pàrquing. A 17 habitatges hi havia un automòbil i a 28 n'hi havia dos o més.

### Piràmide de població
La piràmide de població per edats i sexe el 2009 era:
| Homes | Edats   | Dones |
| ----- | ------- | ----- |
| 0     | 95 o +  | 4     |
| 0     | 90 a 94 | 4     |
| 0     | 85 a 89 | 0     |
| 4     | 80 a 84 | 4     |
| 0     | 75 a 79 | 0     |
| 12    | 70 a 74 | 16    |
| 0     | 65 a 69 | 8     |
| 0     | 60 a 64 | 0     |
| 12    | 55 a 59 | 0     |
| 0     | 50 a 54 | 8     |
| 0     | 45 a 49 | 0     |
| 8     | 40 a 44 | 4     |
| 0     | 35 a 39 | 0     |
| 0     | 30 a 34 | 0     |
| 0     | 25 a 29 | 0     |
| 4     | 20 a 24 | 0     |
| 4     | 15 a 19 | 0     |
| 0     | 10 a 14 | 0     |
| 4     | 5 a 9   | 0     |
| 0     | 0 a 4   | 0     |

## Economia
El 2007 la població en edat de treballar era de 64 persones, 42 eren actives i 22 eren inactives. De les 42 persones actives 39 estaven ocupades (22 homes i 17 dones) i 3 estaven aturades (1 home i 2 dones). De les 22 persones inactives 13 estaven jubilades, 6 estaven estudiant i 3 estaven classificades com a «altres inactius».
Activitats econòmiques
Dels 5 establiments que hi havia el 2007, 1 era d'una empresa de fabricació d'altres productes industrials, 1 d'una empresa de construcció, 1 d'una empresa d'hostatgeria i restauració, 1 d'una empresa de serveis i 1 d'una empresa classificada com a «altres activitats de serveis».
L'únic servei als particulars que hi havia el 2009 era una fusteria.
L'any 2000 a Saint-Christol hi havia 6 explotacions agrícoles.

## Poblacions més properes
El següent diagrama mostra les poblacions més properes.